# Bifus
Bifus ou Bisi est un prélat anglo-saxon de la seconde moitié du VIIe siècle, Il est le quatrième évêque des Angles de l'Est, de 669 ou 670 à 672.

## Biographie
Bifus devient évêque des Angles de l'Est en 669 ou 670, succédant à Berhtgisl. Il est sacré par l'archevêque Théodore de Cantorbéry. Dans son Histoire ecclésiastique du peuple anglais, Bède le Vénérable indique sa présence au concile de Hertford organisé par Théodore en 672,.
D'après Bède, Bifus est démis de ses fonctions après le synode, car il est trop malade pour assurer sa charge épiscopale. Il est le dernier évêque des Angles de l'Est. Théodore sacre deux évêques pour lui succéder, Æcci pour le Suffolk avec son siège à Dunwich et Baduwine pour le Norfolk avec son siège à Elmham. Bifus meurt à une date inconnue après 672.